# 프란체스코 모리에로
프란체스코 "체코" 모리에로(이탈리아어: Francesco "Checco" Moriero, 1969년 3월 31일 ~ )는 이탈리아의 전 축구 선수이자 현 축구 지도자로 과거 포지션은 미드필더였다.

## 선수 시절

### 클럽
1986년 고향팀인 US 레체에 입단 후 1992년까지 레체의 주축 미드필더로 활약한 이후 칼리아리 칼초(1992 ~ 1994), AS 로마(1994 ~ 1997), 인테르 밀란(1997 ~ 2000), SSC 나폴리(2000 ~ 2001) 등에서 활동하며 레체의 1987-88 세리에 B 준우승 및 차기 시즌 세리에 A 승격, 칼리아리의 1993-94년 UEFA컵 4강, 인테르의 1997-98 세리에 A 준우승, 1997-98년 UEFA컵 우승 등에 공헌한 뒤 15년간의 현역 생활을 마감했다.

### 국가대표팀
1998년 1월 28일 슬로바키아와의 친선 경기에서 이탈리아 A대표팀 소속으로 국제 A매치 데뷔전을 치렀고 같은 해 4월 22일 열린 파라과이와의 경기에서 A매치 데뷔골을 신고했다.
이후 같은 해에 열린 1998년 FIFA 월드컵 본선에서 B조 조별리그 1차전을 제외한 나머지 4경기를 모두 선발로 출전했고 특히 카메룬과의 조별리그 2차전에서 크리스티안 비에리의 선제골을 어시스트하는 등 맹활약을 펼치며 팀의 8강 진출에 일조했다.
그 뒤 1999년 10월 9일 벨라루스와의 UEFA 유로 2000 예선 1조 최종전에 출전하며 0-0 무승부로 팀 통산 5번째 유로 대회 본선 진출을 조력한 뒤 벨라루스전을 마지막으로 국가대표팀 유니폼을 반납했다.

## 지도자 경력
2006년 콘베르차노에서 성공적으로 수업을 마친 뒤 코트디부아르 1부 리그 소속팀인 아프리카 스포르의 감독으로 본격적인 지도자 커리어를 시작했다.
그 후 란차노 칼초를 거쳐2008-09 시즌에는 FC 크로토네의 감독을 맡아 레가 프로 프리마 디비시오네 B조 3위로 승격 플레이오프에 진출시켰고 B조 승격 플레이오프에서도 각각 SS 아레초와 베네벤토 칼초 등을 차례대로 꺾으면서 팀을 세리에 B 승격으로 이끌었다.
이후 2009년부터 2021년까지 프로시노네 칼초, FC 루냐노, US 레체, US 카탄차로, 칼초 카타니아, 삼베네데테세 칼초, 카베세 1919, 알바니아 2부 리그의 디나모 티라나의 감독을 역임했으며 대부분 이렇다할 성과를 거두지 못한 채 경질되는 일이 다반사였으나 그나마 디나모 티라나의 감독으로 2020-21 시즌 알바니아 2부 리그 준우승 및 차기 시즌 1부 리그 승격의 성과를 남겼다.
디나모 티라나를 1부 리그로 승격시킨 뒤 2021년 10월 21일 알리 수자인 전 감독의 뒤를 이어 몰디브 축구 국가대표팀의 새 사령탑으로 선임되며 지도자 커리어를 시작한지 15년만에 처음으로 국가대표팀 감독을 맡게 되었다.
그리고 2022년 3월 24일 방글라데시와의 친선 경기(2-0 승)에서 몰디브 대표팀 사령탑 데뷔전을 치른 데 이어 태국과의 2023년 AFC 아시안컵 3차 예선 C조 1차전에서 몰디브 대표팀 사령탑으로서의 첫 국제 대회 데뷔전을 치렀으며 같은 남아시아 국가인 스리랑카와의 최종전 경기에서 몰디브의 2회 연속 아시안컵 예선 승리(1-0 승)를 이끌었다.
그 뒤 2023년 남아시아 축구 선수권 대회에도 출전하여 조별리그 첫 경기에서 부탄을 2-0으로 이겼지만 이후 방글라데시와 초청팀인 레바논에 연이어 패하면서 조별리그 탈락의 고배를 마셨다.

## 수상

### 클럽 (선수)
US 레체
- 세리에 B : 준우승 (1987-88)

칼리아리 칼초
- UEFA 유로파리그 : 4강 (1993-94)

인테르 밀란
- 세리에 A : 준우승 (1997-98)
- UEFA 유로파리그 : 우승 (1997-98)

### 클럽 (지도자)
디나모 티라나
- 알바니아 2부 리그 : 준우승 (2020-21)